# Darren Jackson
Darren Jackson (* 25. Juli 1966 in Edinburgh) ist ein ehemaliger schottischer Fußballspieler. Als Stürmer war er aktiv für mehrere englische und schottische Erstligavereine, darunter Newcastle United, Dundee United, Hibernian Edinburgh, Celtic Glasgow und Heart of Midlothian. Er absolvierte dazu 28 A-Länderspiele für die schottische Nationalmannschaft und war Teil des schottischen Kaders der Euro 1996 in England und der WM-Endrunde 1998 in Frankreich.

## Sportlicher Werdegang

### Fußballerische Karriere
Jackson startete seine fußballerische Laufbahn im Jahr 1985 bei Meadowbank Thistle in Edinburgh, während er noch auf Vollzeitbasis bei George Stewarts dem Beruf des Druckers nachging. Mit der Empfehlung on 22 Ligatreffern, darunter sechs in den ersten neun Ligapartien der Saison 1986/87, schloss er sich im Oktober 1986 in England dem Erstligisten Newcastle United an. Für Newcastle debütierte er per Einwechslung bei der 1:2-Heimniederlage gegen den FC Arsenal, als er immerhin einen Elfmeter nach Foul von Tony Adams für den neuen Klub herausholte. Er bildete fortan ein effektives Sturmduo mit Paul Goddard, konnte aber auch vielseitig auf anderen Positionen aushelfen. Dabei überzeugte er durch gute technische Fertigkeiten am Ball und Schusshärte. Nach insgesamt 9 Toren in 83 Pflichtspielen für die „Magpies“ verließ er den Klub jedoch bereits wieder Mitte Dezember 1988 und kehrte in die schottische Heimat zurück, um dort fortan für den Erstligisten Dundee United zu agieren.
Die Ankunft in Dundee stand unter keinem guten Stern. Jackson musste ein halbes Jahr pausieren aufgrund eines zuvor unentdeckten Knöchelbruchs. Erst zur Saison 1989/90 zeigte er sein Können mit sieben Toren in 25 Ligapartien. In den beiden anschließenden Jahren war er zuverlässiger Torjäger für Dundee und führte in der Spielzeit 1990/91 die vereinsinterne Rangliste mit 18 Pflichtspieltreffern an. Dazu erreichte er mit seinem Verein das Endspiel des schottischen Pokals. Bei der knappen 3:4-Niederlage gegen Celtic Glasgow (3:4) zwang Jackson mit seinem Last-Minute-Tor zum 3:3 die Partie in die Verlängerung. Nach einem weiteren Jahr schloss sich Jackson im Juli 1992 Hibernian Edinburgh an, wobei er diese Entscheidung mit etwas Unwohlsein traf, da er als Kind eher dem Lokalrivalen Heart of Midlothian angehangen hatte. Die Wahl sollte sich jedoch als gewinnbringend herausstellen und in seiner fünfjährigen Zeit erreichte er in der Saison 1993/94 mit dem Ligapokal erneut ein Endspiel (verlor dieses nunmehr gegen die Glasgow Rangers mit 1:2) und absolvierte am 29. März 1995 sein erstes A-Länderspiel für Schottland gegen Russland (0:0). Im Jahr darauf wurde er auch in den schottischen Kader für die Euro 1996 in England nominiert, kam dort jedoch nicht zum Einsatz.
Nächster Meilenstein in seiner Karriere war im Juli 1997 der Wechsel zum schottischen Spitzenklub Celtic Glasgow, wobei er die erste Verpflichtung des neuen Trainers Wim Jansen war. Kurz darauf erfuhr er, dass er an Hydrocephalus erkrankt war, was wiederum dringend im September 1997 operiert werden musste. Bereits drei Monate später war er aber bereits wieder einsatzfähig. Celtic gewann in dieser Saison 1997/98 zunächst den Ligapokal (das Finale fand bereits im November 1997 ohne Jackson statt) und anschließend die schottische Meisterschaft, zu der Jackson immerhin noch 23 Erstligaeinsätze und drei Tore beigetragen hatte. Nach seinem erfolgreichen Comeback wurde er auch für die anstehende WM-Endrunde 1998 in Frankreich nominiert. Hier schieden die „Bravehearts“ zwar bereits nach der Gruppenphase aus; Jackson hatte dabei immerhin in den ersten beiden Begegnungen gegen Brasilien (1:2) und Norwegen (1:1) in der Startelf gestanden. Zurück bei Celtic wurden seine Bewährungschancen seltener und zwischen Ende November 1998 und Mitte Februar 1999 kam er auf Leihbasis in der englischen Premier League für Coventry City zu drei Einwechslungen.
Im März 1999 zog es Jackson dann doch zu Heart of Midlothian. Nach einem zunächst positiven sportlichen Verlauf wurde er ab Ende Oktober 2000 nicht mehr bei den „Hearts“ berücksichtigt. Grund dafür war eine automatische Vertragsverlängerung um ein Jahr beim Erreichen einer Mindesteinsatzanzahl, die die finanziell zunehmend klamme Vereinsführung scheute. Nach Diskussionen um eine mögliche Rückkehr zum Ex-Klub Dundee United wurden diese wieder durch die Verpflichtung von Charlie Miller in Dundee obsolet Jackson wollte daraufhin seine Konditionen bei den Hearts bezüglich einer möglichen Weiterbeschäftigung erörtern; jedoch sorgte spätestens der neu installierte Trainer Craig Levein dafür, dass Jackson aussortiert wurde. Ab Januar 2001 agierte er für einen Monat auf Leihbasis für den Zweitligisten FC Livingston und nach Ablauf der Frist wurde das Engagement bis zum Ende der Saison 2000/01 verlängert. Während dieser Zeit stellten die Hearts Jackson frei für einen dauerhaften Vereinswechsel. Nach dem Aufstieg als Zweitligameister sah der FC Livingston jedoch von einer Weiterbeschäftigung ab und stattdessen unterschrieb Jackson einen Einjahresvertrag beim Erstligakonkurrenten FC St. Johnstone. Genau wie zuvor in Livingston absolvierte Jackson für die „Saints“ neun Ligapartien und schoss ein Tor. Zwischen Januar 2002 und April 2002 zog es ihn dann auf Leihbasis zum FC Clydebank, bevor die aktive Profikarriere ihr Ende fand.

### Nach der aktiven Laufbahn
Obwohl Jackson zuvor mit einem Wechsel ins Trainerfach geliebäugelt hatte, wurde er stattdessen Funktionär bzw. Spieleragent beim schottischen Fußballverband. Zu seinen Klienten gehörte Jackie McNamara und als dieser im Februar 2013 Cheftrainer seines Ex-Klubs Dundee United wurde, gab Jackson seinen Agentenstatus auf, um in Dundee als Assistent zu wirken. In seine Amtszeit fiel der Finaleinzug ins Pokalfinale der Saison 2013/14 sowie ein Jahr später das Endspiel im Ligapokal – beide Partien gingen mit 0:2 gegen den FC St. Johnstone bzw. Celtic verloren. Jackson verließ Dundee United im September 2015 in Folge von McNamaras Weggang. Drei Monate später erklärte sich Jackson bankrott. Nächste sportliche Station war Jacksons Beschäftigung als Assistent von Gary Locke bei den Raith Rovers bis zur Entlassung der beiden im Februar 2017. Im Juni 2018 schloss er sich kurzzeitig dem Trainerstab des FC St. Mirren an, bevor im September 2018 die Entlassung von Cheftrainer Alan Stubbs auch seine Demission zur Folge hatte.

## Titel/Auszeichnungen
- Schottische Meisterschaft (1): 1998